# العلاقات الأيرلندية الكمبودية
العلاقات الأيرلندية الكمبودية هي العلاقات الثنائية التي تجمع بين جمهورية أيرلندا وكمبوديا.

## مقارنة بين البلدين
هذه مقارنة عامة ومرجعية للدولتين:
| وجه المقارنة                                              | جمهورية أيرلندا                                       | كمبوديا                   |
| --------------------------------------------------------- | ----------------------------------------------------- | ------------------------- |
| المساحة (كم2)                                             | 70.27 ألف                                             | 181.03 ألف                |
| عدد السكان (نسمة)                                         | 4.76 مليون                                            | 16.01 مليون               |
| الكثافة السكانية (ن./كم²)                                 | 67.74                                                 | 88.44                     |
| العاصمة                                                   | دبلن                                                  | بنوم بنه                  |
| اللغة الرسمية                                             | اللغة الأيرلندية، لغة إنجليزية، الإنجليزية الأيرلندية | اللغة الخميرية            |
| العملة                                                    | جنيه أيرلندي، يورو، عملات اليورو الأيرلندية           | ريال كمبودي، دولار أمريكي |
| الناتج المحلي الإجمالي (بليون دولار)                      | 333.73 مليار                                          | 22.16 مليار               |
| الناتج المحلي الإجمالي (تعادل القوة الشرائية) بليون دولار | 318.16 مليار                                          | 54.37 مليار               |
| الناتج المحلي الإجمالي الاسمي للفرد دولار أمريكي          | 61.13 ألف                                             | 1.16 ألف                  |
| الناتج المحلي الإجمالي للفرد دولار أمريكي                 |                                                       | 3.26 ألف                  |
| مؤشر التنمية البشرية                                      | 0.916                                                 | 0.555                     |
| رمز المكالمات الدولي                                      | +353                                                  | +855                      |
| رمز الإنترنت                                              | .ie                                                   | .kh                       |
| المنطقة الزمنية                                           | 00، ت ع م+01:00، أوروبا/دبلن ‏                         | ت ع م+07:00               |

## منظمات دولية مشتركة
يشترك البلدان في عضوية مجموعة من المنظمات الدولية، منها:
| علم المنظمة | اسم المنظمة                               | تاريخ انضمام جمهورية أيرلندا | تاريخ انضمام كمبوديا |
| ----------- | ----------------------------------------- | ---------------------------- | -------------------- |
|             | بنك التنمية الآسيوي                       | 2006                         | 1966                 |
|             | مؤسسة التنمية الدولية                     | 22 ديسمبر 1960               | 22 يوليو 1970        |
|             | يونسكو                                    | 3 أكتوبر 1961                | 3 يوليو 1951         |
|             | وكالة ضمان الاستثمار متعدد الأطراف        | 27 أكتوبر 1989               | 1 ديسمبر 1999        |
|             | الأمم المتحدة                             | 14 ديسمبر 1955               | 14 ديسمبر 1955       |
|             | الفريق المعني برصد الأرض                  | ?                            | ?                    |
|             | الاتحاد البريدي العالمي                   | ?                            | ?                    |
|             | البنك الدولي للإنشاء والتعمير             | 8 أغسطس 1957                 | 22 يوليو 1970        |
|             | الاتحاد الدولي للاتصالات                  | 8 ديسمبر 1923                | 10 أبريل 1952        |
|             | منظمة حظر الأسلحة الكيميائية              | ?                            | ?                    |
|             | مؤسسة التمويل الدولية                     | 11 سبتمبر 1958               | 26 مارس 1997         |
|             | المركز الدولي لتسوية المنازعات الاستشارية | 7 مايو 1981                  | 19 يناير 2005        |
|             | منظمة التجارة العالمية                    | ?                            | ?                    |
|             | منظمة الشرطة الجنائية الدولية             | ?                            | ?                    |

## وصلات خارجية
- موقع وزارة الخارجية الأيرلندية
- موقع وزارة الخارجية الكمبودية